# Shahid Afridi
Sahibzada Mohammad Shahid Khan Afridi, Urdu:صاحبزادہ محمد شاہد خان آفریدی, (Khyber Agency, 1 maart 1980) beter bekend als Shahid Afridi, is een Pakistaanse cricketer. Hij speelt in het ODI- en Twenty20-elftal en is aanvoerder van het Pakistaans cricketelftal. Hij maakte zijn debuut voor het Pakistaanse elftal tegen Kenia in een ODI-wedstrijd in Nairobi op 2 oktober 1996. Zijn debuut in test-cricket vond plaats op 22 oktober 1998 tegen Australië in het National Stadium in Karachi.
Hij staat bekend om zijn agressieve battingstijl en houdt het huidige record van de hoogste strike rate (het aantal runs per 100 ballen) in de geschiedenis van internationaal cricket. Hij houdt ook het record van de snelste century in een ODI, die hij in zijn eerste innings maakte. Daarnaast heeft hij het meeste aantal zessen geslagen in de geschiedenis van ODI wedstrijden. In 2007 werd Afridi na een enquête gekozen tot de populairste cricketer van Pakistan.
Afridi nam de taken van aanvoerder over van Younus Khan in juni 2009 en werd officieel tot aanvoerder benoemd van het ODI elftal voor de 2010 Asia Cup. In zijn eerste ODI-wedstrijd als aanvoerder tegen Sri Lanka maakte hij een century, maar Pakistan verloor met 16 runs. Hij nam vervolgens het aanvoerderschap van het test elftal op zich, maar legde die weer neer na één wedstrijd. Als aanvoerder heeft hij openlijk disputen gehad met de Pakistan Cricket Board, de Pakistaanse cricketbond, over wie meer invloed heeft op het selecteren van spelers. Afridi en coach Waqar Younis bekritiseerden de bond, omdat ze niet werden geraadpleegd bij selecteren van spelers.

## Persoonlijk leven
Shahid Afridi komt uit het volk Afridi in de Khyber Agency in de Federaal Bestuurde Stamgebieden bij de Pakistaanse-Afghaanse grens. Zijn familie behoort tot de Pathanen. Hij is getrouwd met een nicht van moederskant, Nadia. Hij heeft twee dochters met haar, Aqsa en Ansha.